# Папа Франциск. Человек слова
Папа Франциск. Человек слова (англ. Pope Francis: A Man of His Word) — документальный фильм 2018 года о папе римском Франциске, снятый немецким режиссёром Вимом Вендерсом.

## Сюжет
В течение фильма папа римский Франциск рассуждает на различные темы, он смотрит прямо в камеру и как будто разговаривает напрямую со зрителем. Интервьюера (Вендерса) нет в кадре, что было обусловлено выбранным режиссёром жанром беседы «наедине с миром». Прямая речь Франциска прерывается различными документальными кадрами о его жизни — посещении тюрем и больниц, выступлениях и т. д.

## В ролях
- Папа Франциск
- Джо Байден
- Пол Райан
- Реджеп Тайип Эрдоган
- Джон Керри
- Ангела Меркель
- Барак Обама
- Шимон Перес
- Владимир Путин
- Дональд Трамп
- Меланья Трамп
- Вим Вендерс

## Критика
Фильм получил в основном положительные отзывы со стороны критиков. По оценке агрегатора Metacritic, фильм имеет 63 балла из 100 на основе 24 обзоров. Рецензент из Washington Post Энн Хорнадэй считает, что фильм получился увлекательным и вдохновляющим, он открывает новые грани «смирения, мужества и юмора» у, казалось бы, хорошо известного миллионам людей «всемирного супергероя». Британский кинокритик Питер Брэдшоу поставил фильму 2 звезды из 5, посчитав, что Вендерс «красноречиво показал этическую и моральную серьёзность папы», но не задал жёстких вопросов, из-за чего фильм получился «приторным».